# スキマバイト
スキマバイトは、労働者が自分の働きたい時間帯に短時間の単発の仕事をするという労働形態である。日常の中で発生する隙間のような時間にアルバイトをすることに由来。スポットワークとも呼ばれる。
多くはスマートフォンのアプリを使用することで、労働者と企業をつないでいる。労働者はアプリで希望する仕事を選択して申し込み、働いたその日のうちに給料が支払われるようになっている。三省堂の「今年の新語 2024」では、「スキマバイト」が5位に選ばれた。

## 問題点

### 労働者の地位
スキマバイトの登録者数の増加が著しい。2019年末の時点では330万人であったのが、2024年5月時点では1500万人を超えている。労働者は職場では名前で呼ばれることは無く、アプリに登録している名前で呼ばれている。労働者はスキマバイトで働く職場は1日限りの関係であるためにどうでもいいと思っているという声がある。2024年11月1日時点では登録者数は約2800万人にまで増加している。

### 闇バイト
スキマバイトでは闇バイトと見られる求人が掲載されていたという報告も見られた。闇バイトが掲載されていても一見してそれが闇バイトであるかは不明であるために、あえて闇バイトを放置して犯罪を助長したことでない限り、サイトの運営者が法的責任を追及される可能性は低い。真夜中に猫を探す仕事というのがあり、それが高額報酬であり、実際は猫ではなく防犯カメラを捜す闇バイトなのではということもあった。

### 労働条件
労働基準法では労働条件通知書を交付することとなっており、それはスキマバイトの場合にも適用される。だがスキマバイトでは労働条件通知書が交付されていない場合もあるために、仕事内容が確認していたものと異なっていたり、勤務時間や給料などの齟齬が生じるリスクがある。

### 給料詐取
スキマバイトでは、アプリを運営する企業が雇用者に代わって労働者に給料を支払い、後日にアプリ運営者が雇用者に立て替えた給料を請求している場合がある。このため雇用者が架空の求人を募集して、労働者の役割の人が応募して、アプリの運営者から給料を詐取するということをしていたという場合がある。

### 確定申告
スキマバイトでも確定申告をする必要がある場合もある。この場合に確定申告をしていなければ無申告課税や延滞税などで多くの税金を納めることになる。故意に無申告であったり、所得を隠していたならば刑罰を課せられる場合もある。